# San Blas (paroisse civile)
Pour les articles homonymes, voir San Blas et Blas.
San Blas est l'une des neuf paroisses civiles de la municipalité de Valencia dans l'État de Carabobo au Venezuela. Sa capitale est Valencia, chef-lieu de la municipalité et capitale de l'État, dont elle constitue l'une des huit divisions territoriales et les quartiers à proximité et à l'est du centre.

## Géographie

### Description
La paroisse de San Blas est divisée en deux quartiers, San Blas au nord et Michelena au sud, qui constituent de facto deux des quartiers de la ville de Valencia, et notamment les quartiers à l'est du centre. Elle est limitée respectivement :
- à l'ouest par la paroisse civile de Catedral dont elle est séparée par le río Cabriales ;
- au nord par la paroisse civile de San José dont elle est séparée par la calle 107 Espinola ;
- à l'est par la municipalité de San Diego et la paroisse civile de Rafael Urdaneta ;
- au sud-ouest par la paroisse civile de Santa Rosa.

## Lieux d'intérêt
San Blas abrite notamment l'église San-Blas. Autour de l'avenue Lara, qui traverse le territoire d'ouest en est se trouvent le centre commercial Paseo Lara, l'hôtel Roraima. Au nord ouest, dans le parc Humboldt qui longe le río Cabriales se trouve le musée de la Culture.

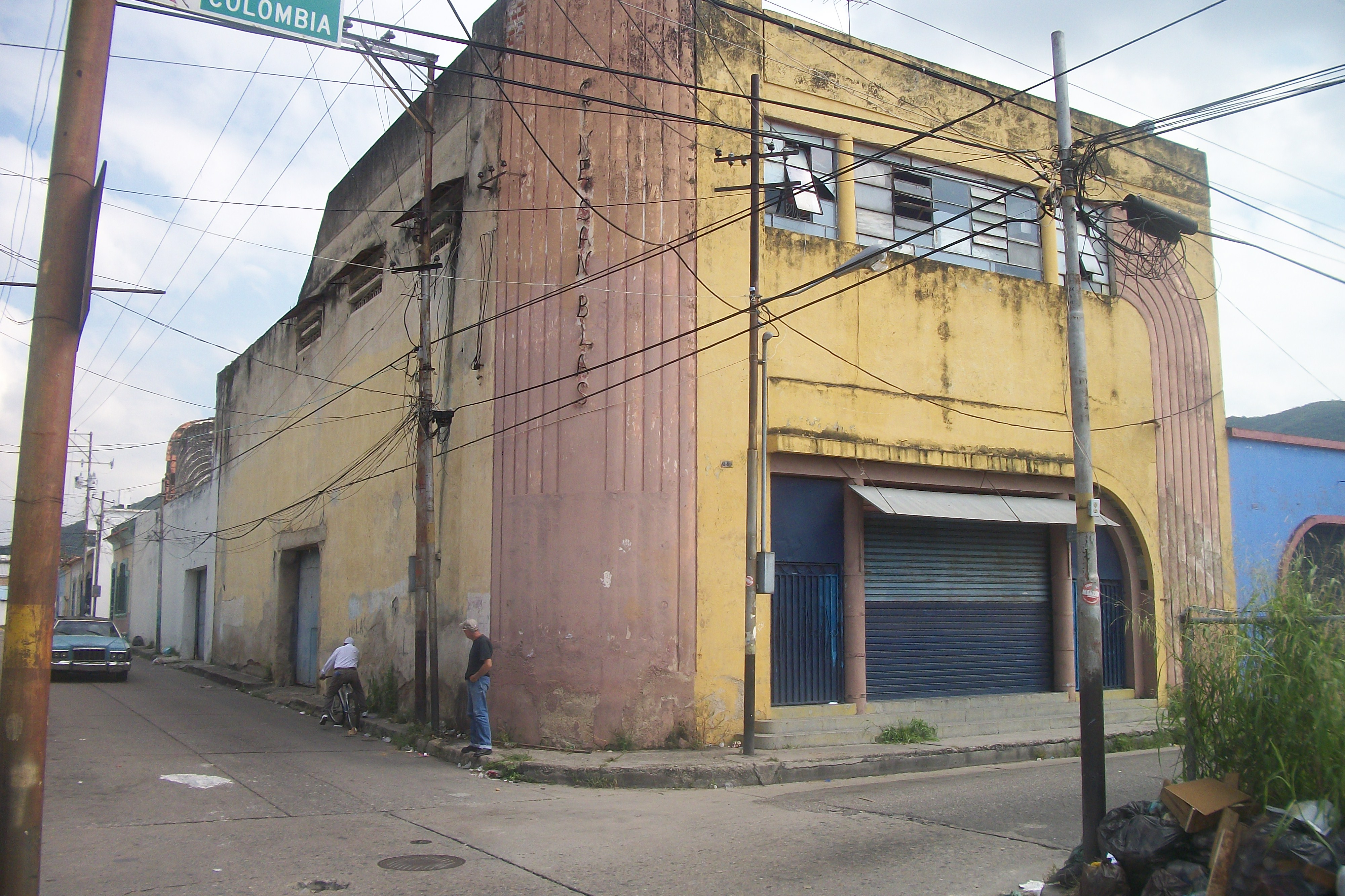
Un ancien cinéma.

## Économie
La paroisse abrite une usine du groupe Colgate Palmolive. 